# Longman
Longman, är en brittiskt förlag och bokhandlarfirma.
Firman grundades 1724 i London av Thomas Longman (1699-1755) man har gett ut en mängd området och har utgett verk inom en mängd områden. Bland annat var man 1826-1929 utgivare av Edinburgh Review.